# Cantone di Vercors-Monts du Matin
Il Cantone di Vercors-Monts du Matin è una divisione amministrativa dell'arrondissement di Die e dell'arrondissement di Valence.
È stato costituito a seguito della riforma approvata con decreto del 20 febbraio 2014, che ha avuto attuazione dopo le elezioni dipartimentali del 2015.

## Composizione
Comprende i 30 comuni di:
- Barbières
- La Baume-d'Hostun
- Beauregard-Baret
- Bésayes
- Bouvante
- Le Chaffal
- La Chapelle-en-Vercors
- Charpey
- Chatuzange-le-Goubet
- Échevis
- Eymeux
- Hostun
- Jaillans
- Léoncel
- Marches
- La Motte-Fanjas
- Oriol-en-Royans
- Rochechinard
- Rochefort-Samson
- Saint-Agnan-en-Vercors
- Saint-Jean-en-Royans
- Saint-Julien-en-Vercors
- Saint-Laurent-en-Royans
- Saint-Martin-en-Vercors
- Saint-Martin-le-Colonel
- Saint-Nazaire-en-Royans
- Saint-Thomas-en-Royans
- Saint-Vincent-la-Commanderie
- Sainte-Eulalie-en-Royans
- Vassieux-en-Vercors